# 卓耀國
卓耀國（英語：Chuck Yiu Kwok Tommy，1994年5月29日—），生於香港，香港足球運動員，司職前鋒，於2013/14球季當選香港足球明星選舉的最佳年青球員，效力於香港甲組聯賽球會東區體育會。

## 早年生活
卓耀國生於香港，在荃灣區長大，早年就讀聖公會李炳中學（2006年至2009年）、英華書院（2009年至2011年）和遵理學校（2011年至2012年）。其家人熱愛足球，全都是阿仙奴的擁躉。他自小與足球為伴，更時常與家人一同觀看球賽。由於他的祖母與前南華名將陳志康的母親認識，因此讓卓耀國有更多機會接觸本地足球。他的叔叔也經常帶着他入場觀看陳志康的比賽，故讓他對成為球員產生興趣。適逢陳志康在掛靴後，繼續留在球壇擔任青年軍教頭和助教，令卓耀國當時就獲陳志康介紹而得到傑志青年軍的試腳機會，並入選青年軍。他很快就成為陣中主力，也迅速獲選入香港青年代表隊。
2009年，卓耀國與另外5位香港青年代表獲英華書院招攬，包括同樣當上職業球員的羅曉聰，轉到該校繼續學業並代表該校參與學界足球賽事。兩年後的2011–12學年，再連同另外6位當時效力香港甲組聯賽球會深水埗的年青球員轉到荃灣遵理學校，該屆校隊由深水埗的教練李志堅執教，並取得全港學界精英足球比賽冠軍。

## 球會生涯

### 標準流浪
在2011/12球季，卓耀國獲標準流浪從預備組提升到一隊，在2010年外借到以年輕球員組成的港菁，直到2013年夏季回歸流浪，並在當季為流浪貢獻7球，成為首席華人射手，結果他在球季後的香港足球明星選舉首度榮膺最佳年青球員。同時標準流浪在2014年5月30日宣佈與他續約至2017年。
在2015/16球季初，卓耀國因右手斷骨而休息達3個月，復出後他即於2016年1月12日作客傑志的菁英盃分組賽，貢獻1球1助攻協助流浪以2–0勝出。2月18日，卓耀國在主場對日丙球會FC琉球的友誼賽時梅開二度，並且連續5場都有入球進帳，但最終流浪都以2–3落敗。5月7日，卓耀國為賽前包尾的標準流浪在聯賽煞科戰對陣香港飛馬，雖然他先在26分鐘把握敵衛失誤射入，但他在下半場時，被踢後因向對方球員方栢倫報復而被判罰紅牌趕出場，最終標準流浪保持3–2勝局宣佈護級成功，賽後，卓耀國則因兇暴行為遭香港足球總會罰停賽1場。
當季，卓耀國為標準流浪上場24場取得8球，並成為本地華人首席射手。期間，更於季中試過連續五場取得入球。自奪得最佳年青球員後，卓耀國每個轉會期都有不少轉會傳聞，當中南華也曾向他提出斟介，惟他因考慮到上陣機會而選擇婉拒邀請。而地區球會元朗也曾聯絡卓耀國，但因贊助問題令組軍較遲起步，以致他都沒有選擇加盟。

### R&F富力
在2016/17球季初，卓耀國因理財不善，導致在網上流傳一張要他還錢的海報，雖然他獲當時理文流浪（前身標準流浪）總監馮嘉奇做擔保，邀請他留隊，惟事與願違，但是他加盟一事卻遭球會高層反對，最終他獲由中超球會廣州富力出資及組建的港超聯球會R&F富力領隊梁志榮邀請試腳，並於2016年8月8日正式簽約加盟。9月24日，卓耀國在作客標準灝天的聯賽首度為富力上陣，結果富力都是以0–1落敗。11月26日，卓耀國在作客冠忠南區的聯賽後備入替，並在4分鐘後即射入加盟後的首個入球，雖然他再在補時階段入球，可是最終富力仍以2–3僅敗。
在效力R&F富力期間，卓耀國曾隨隊與中甲球會進行友賽，完場後對方教練甚至問他有沒有興趣轉會，但礙於中國足協的條例列明香港球員在內地聯賽被視為外援，而放棄斟介。在2017年2月，由於富力遲遲都未有向他確認新一季的合約安排，所以他就透過當時在泰國的舊隊友到泰甲球會試腳，趁季尾有3個星期沒有比賽，以家人有事為由請假秘密前往當地，結果到達首日就接到富力管理層來電，要求他即時返回三水，回富力後，卓耀國就被球會懲罰和教練雪藏，更於最後3場賽事被剔除大軍名單，甚至留在三水沒有隨隊回港。
總結，卓耀國在穩定上陣機會和比在香港多的真草場訓練量下，在球技和體能都明顯得益，更在球會沒有外援助陣下，以香港球員身份幾乎包辦富力的所有進球。當季，卓耀國為R&F富力在各項賽事上陣17場錄得7球，成為聯賽的華人神射手第三名，而富力都在聯賽10隊排名第7位完成球季。球季完結後，卓耀國在香港足球明星選舉的最佳年青球員獎項中四強止步，同時R&F富力都沒有與卓耀國續約。

### 標準流浪
球季完結後，R&F富力並未有向卓耀國說明來季計劃，於是他在差不多等了兩個月後便回港，但是由於當時各間港超都差不多埋班，唯獨是卓耀國的母會標準流浪不介意他過去的紀律問題，並承諾只要有海外球會接觸他便能夠無條件轉會，因此他選擇回歸流浪，並在8月隨球會到馬來西亞集訓期間，獲馬超聯球會檳城垂青並落實轉會，但是因為文件上未能趕及在轉會窗關閉前完成，而宣佈告吹。
在2017年9月9日，卓耀國在對冠忠南區的首場聯賽，即在64分鐘單刀扭過敵衛及門將為流浪破蛋，惟最終流浪仍以1–2落敗。11月4日，對香港飛馬的聯賽梅開二度，協助流浪以3–1取得開季以來首場聯賽勝仗。
隨着中國足協於2018年賽季放寬政策重新，允許每間中超及中甲球會能有1個內援名額註冊港澳台球員，驅使卓耀國在2018年初分別到中甲球會大連超越及呼和浩特試腳，儘管他在隨隊參與熱身賽時都有入球進帳，但轉會事宜卻因球會內部的人事關係而告吹。

### 基亞索
與此同時，卓耀國獲經紀安排到瑞士挑戰聯賽球會基亞索試腳，並獲基亞索開出一紙合約，可是他因遺失護照而需重新辦領，結果他確認與基亞索簽約後，避免要新球會給予轉會費，在賀歲盃前與所屬的標準流浪解約。3月15日，卓耀國在成功領取護照後前往當地進行體測。3月28日，卓耀國與瑞士挑戰聯賽球會基亞索簽約兩年，但由於歐洲冬季轉會窗經已關閉，故他在2017/18球季餘下的聯賽賽事都不會為基亞索上陣。2018年底，卓耀國離開基亞索。

### 佳聯元朗
2019年2月28日，卓耀國重返香港球壇加盟佳聯元朗至季尾。
因在外被追討債項及無故失蹤缺席操練等問題，佳聯元朗已經於四月取消卓耀國註冊的球員身份。

## 國際賽生涯
2015年3月卓耀國入選香港隊(U22)與香港隊進行友賽，開賽不足5分鐘己遭主教練金判坤調離場，休息時受到金帥面責。金判坤向這名唯一在港超聯踢正選的前鋒發出嚴厲警告，直言今次的外圍賽是他最後證明自己的機會，如其態度不積極，心態依舊未改，不會再考慮選他入伍。
在2016年5月23日，卓耀國獲香港隊徵召出戰在緬甸仰光舉行的銀行盃，並於6月6日對緬甸國家隊的季軍戰中，首度於國際A級賽正選登場，可是他在開賽32分鐘便因傷被換出，最終香港以0–3落敗。
直到2017年12月，卓耀國獲香港B隊教練郭嘉諾給予機會，時隔逾年再度獲徵召出戰第40屆省港盃，並在首回合在76分鐘後備入替。入替後，卓耀國表現活躍，並在補時階段取得入球，協助香港以2–0勝出。在作客廣東的次回合，卓耀國在85分鐘後備入替，結果香港加時後仍以0–2不敵廣東，兩回合合計以2–2賽和。雖然卓耀國在互射12碼階段宴客，但最終香港在互射12碼以4–2勝出，重奪失落5屆的省港盃冠軍。

## 球場以外
卓耀國年少時是名田徑健將，主攻短跑。他也曾經在田徑會中隨隊訓練。
此外，他在效力R&F富力期間已經沒有吸煙，而酒亦飲少很多，不過壓力大時會間中放縱。
在童年時，卓耀國因為觀看英超而非常喜歡曼聯名將碧咸和史高斯，同時漸漸成為曼聯球迷，更因為碧咸而開始喜歡7號球員。當C朗拿度在2003年加盟曼聯後，卓耀國就因C朗拿度的態度和後天努力而視他為偶像，並在自己的球員生涯絕大部分時間都穿着7號球衣。

##### 欠債、吸毒及屢次犯事入獄
屢因紀律問題遭評為「壞孩子」的卓耀國，於球員生涯經常有流言指他長期欠債並且不還錢、嗜賭、嫖妓和好煙酒，並常有追債海報及字句於網上流傳，惟當事人否認。
2018年10月壹週刊報導一名前港腳的女友為了替愛郎還債，不惜向賤男借錢應急，卻被賤男乘機誘性交及遭拍下性愛影片勒索。該女友後來卻揭發前港腳一直說謊，原來是他個人嗜賭致欠債纍纍，該筆錢更不是用來還給「大耳窿」，她與球星男友分手後連一毫子也沒還給她。令不少本地球迷對卓耀國議論紛紛。
2019年6月有片段顯示卓耀國被人追債，警方稱因卓耀國「欠政府錢」，需要帶返警署協助調查，拍攝者則不斷稱卓耀國「爭人錢唔還」。
准許卓耀國於當年2月加盟港超球會「佳聯元朗」的港足球代表隊助教兼時任元朗主教練郭嘉諾表示，當年2月與卓耀國簽約時，卓耀國聲稱已經解決債務，惟其後對方離開了香港，未能聯絡上，惟有忍痛與對方解約。
2021年2月16日，卓耀國與其女友涉嫌於華富邨一住宅單位門外淋紅油討債被捕。2021年6月17日，卓耀國就3項刑事毀壞罪在觀塘裁判法院被判接受感化12個月。2021年12月14日，由於卓耀國在感化期間尿液樣本屢被驗出有大麻二酚，以及未有依期與感化官會面，被法庭取消感化令及還押。12月28日，他被改判監禁3個月。2022年2月21日，卓耀國再因淋紅油被控14項刑事毀壞罪，被判罪名成立再須監禁4個月。2022年6月9日，卓耀國因於2021年9月與前女友爭執，腳踢女友多下並捏頸至透不過氣，被控襲擊致造成身體傷害罪，被判罪名成立再須監禁4個月，緩刑24個月，另需罰款1萬元。
2025年5月，卓耀國透過交友應用程式結識一名女子，並與其發生性關係。6月1日晚上，卓耀國拒絕交還從對方借去的勞力士手錶，並要求該女子先付港幣10萬元以贖回手錶。雙方爭持之間，該女子乃聯絡另外三名男子尋求協助。該女子後暗中從卓耀國手中取回手錶，卓耀國得悉後追上並與該三名男子發生爭執，該三名男子遂與卓耀國互毆。警方其後接報到場，將卓耀國及該三名男子一同拘捕，涉嫌干犯恐嚇、勒索及襲擊致造成身體傷害罪。

## 國際賽事紀錄
- 僅列出國際A級比賽

| 上陣次數 | 時間         | 地點                    | 對手 | 比數 | 賽事性質      | 入球(累計) |
| -------- | ------------ | ----------------------- | ---- | ---- | ------------- | ---------- |
| 1        | 2016年6月5日 | 緬甸 吉諦瑜杜烏拿體育場 | 緬甸 | 0–3  | AYA銀行盃2016 | 0 (0)      |

## 榮譽
太陽飛馬
- 香港足總盃亞軍（2012–13季度）

香港代表隊
- 港澳埠際賽冠軍（2013、2014年）
- 省港盃冠軍 （2018年）

個人
- 香港足球明星選舉 最佳年青球員 （2013–14季度）

## 外部連結
- Chuck Yiu Kwok （页面存档备份，存于）
- Chuck Yiu Kwok （页面存档备份，存于）
- Chuck Yiu Kwok （页面存档备份，存于）